# Niccolò Manucci
 (janvier 2023).
Niccolò Manucci (ou Manuzzi) (Venise, 19 avril 1638 - Madras, 1720) est un voyageur et aventurier vénitien, devenu par la suite médecin. Parti vers l'Orient en 1653, il aurait rencontré un noble anglais, Lord Bellomont, qu'il accompagne dans une mission diplomatique en Perse, avant d'arriver en Inde où il sera canonnier puis médecin à la cour du Grand Moghol. Il va également mener des missions diplomatiques à Goa pour le compte des Portugais .  
Dans la dernière partie de sa vie, il se retire à Pondichéry où il rédige la Storia do Mogor (« Histoire des Moghols »), un ouvrage qui narre ses voyages et une offre une description détaillée de l'empire moghol de la fin du XVIIe siècle. 
Il est fait Chevalier de l'Ordre de Santiago pour avoir sauvé la ville de Goa en 1684. 

## Esquisse biographique
Selon un ouvrage, inédit, écrit au XVIIIe siècle par Apostolo Zeno, Niccolò Manucci serait né à Venise le 19 avril 1638. Fils de Pasqualino Manucci et de Rosa Bellini, il est le premier d’une fratrie de cinq enfants. Vers 1653, à l'âge de treize ou quatorze ans, il embarque clandestinement sur un navire à destination de Smyrne. Découvert, il va être jeté à la mer quand un noble anglais, le vicomte de Bellomont, qui voyageait incognito, affirme que l'enfant fait partie de sa suite, et le sauve. Lord Bellomont est envoyé par le roi Charles II (alors exilé en France) auprès du shah de Perse et de Shâh Jahân, l'empereur moghol qui règne sur l'Inde pour négocier une aide, et il emmène le jeune Niccolo avec lui.

### La Perse
Les deux voyageurs traversent l'Empire ottoman et arrivent à Ispahan. Niccolo apprend alors le persan et le protocole de la cour séfévide. Une année plus tard, n'ayant obtenu aucun résultat, ils partent pour Delhi, via le port de Surate. Mais Lord Bellomont décède durant la dernière partie du voyage, et Niccolo se retrouve seul dans l'Empire moghol. 
Pour  l'historien Sanjay Subrahamanyam, cette première partie de la vie de Manucci n'est pas aussi claire qu'il apparaît. Il s'est sans doute rendu à Corfou, Izmir, Erevan, Djoulfa, Tabriz et Qazvin. L'histoire du vicomte de Bellomont (que Apostolo Zeno évoque en parlant simplement d'un « Anglais qui, séduit par l'esprit du jeune homme, lui a permis de faire de continuer son voyage ») n'est pas très claire. 

### En Inde
Selon S. Subrahamanyam, la soixantaine d'années que Manucci a vécu en Inde peut se diviser en sept périodes.

#### 1656-1666
Il parvient cependant à faire impression sur Shah Jahan et à entrer dans son entourage; il est bientôt (vers  enrôlé dans l'artillerie du fils du shah, Dara Shikoh. En 1658, il se retrouve engagé dans la guerre de succession qui oppose Dara Shikoh à son frère Aurangzeb. Après la mort de Dara (exécuté par son frère), Manucci part pour Patna et le Bengale, avant de revenir à Agra et Delhi. Il entre au service de Jai Singh I (en),.

#### 1666-1667
Il quitte les Moghols, refusant de se mettre au service d'Aurangzeb, et se rend dans les comptoirs portugais de Goa et Bassein pour y tenter sa chance. Mais il revient bientôt auprès de la cour moghole à Lahore, réussissant à être engagé comme... médecin, un art dont il n'avait aucune connaissance et aucune pratique. Mais le jeune homme est habile et il parvient à donner le change. En fait, il rencontre un grand succès et semble avoir pratiqué aussi bien que n'importe quel autre médecin de ce temps. L'épisode révèle un caractère à l'esprit vif et analytique, volontaire et audacieux, et doué de charisme. Il retourne bientôt à Daman et Bandra auprès des Portugais,. 

#### 1678-1682
Il s'est lancé dans le commerce, mais le naufrage d'un navire entraîne une grosse perte financière, ce qui l'oblige à revenir dans le Deccan pour s'engager comme médecin auprès de Sha Alam, l'un des fils de Shah Jahan.

#### 1682-1684
Il propose à nouveau aux Portugais d'être leur intermédiaire auprès de Moghols, et le vice-roi du Portugal, Francisco de Tavora (en) lui remet la médaille de l'ordre de Santiago.

#### 1684-1686
Il se brouille avec les Portugais et revient auprès des Moghols — qui commencent à se méfier de lui. Il s'installe alors à Hyderabad, puis à Madras, où il achète une maison avec un jardin, après avoir épousé, le 28 octobre 1686, Elizabeth Hartley Clarke.

#### 1686-1706
À Madras, il devient ami de plusieurs gouverneurs, parmi lesquels Thomas Pitt. Il sert d'intermédiaire entre la Compagnie anglaise des Indes et l'administration moghole à Arkât. Bientôt, il se lance dans la rédaction de ses mémoires, qu'il envoie à Paris. Mais le jésuite François Carrou s'appropire le texte et le publie dans une version très déformée, ce qui déclenche la colère de Manucci contre les jésuites. Son épouse meurt le 15 décembre 1706 à Madras.

#### 1707-1720
En 1709, Manucci vend sa maison et s'installe à Pondichéry, où ses compétences tant médicales que diplomatiques le rendent rapidement irremplaçable. Sur le plan diplomatique, il se trouve d'ailleurs avantagé par le fait qu'il ne dépendait d'aucun gouvernement présent en Inde; cette liberté lui permit d'être d'autant plus souple et efficace.  
Il tente de faire publier ses Mémoires à Venise. Il meurt en 1720 et son testament est ouvert le 23 août 1720, peu de temps après sa mort.
Outre l'italien, Manucci parlait le turc, le persan, l'ourdou, le français et le portugais.

## LaStoria do Mogor. Résumé
Ci-après le résumé plus détaillé de la vie de Niccolo Manucci, d'après son livre, Storia do Mogor (« Histoire des Moghols »).
Niccolò Manucci est né à Venise le 19 avril 1638. Fils du broyeur d’épices Pasqualino Manucci et de Rosa Bellini, il est le premier d’une fratrie de cinq enfants. Il n’a pas encore quatorze ans quand lui et son oncle partent pour Corfou en vue de s'embarquer pour Smyrne. Pendant le voyage, il rencontre Henry Bard, vicomte Bellomont, et décide de le suivre à travers l'Anatolie, la mer Caspienne, pour enfin se rendre en Perse. Il s'arrête alors à Ispahan, capitale de la Perse, jusqu'en 1655. En janvier 1656, toujours en compagnie de Lord Bellomont, ils débarquent à Surate, port principal de l'Inde. C’est de là que commence le voyage à travers l'Empire Moghol.
Manucci et la compagnie de Lord Bellomont arrivent à Agra, et deviennent les hôtes du gouverneur britannique, jusqu'à ce que la chaleur suffocante les force à quitter la ville. Ils partent alors pour Delhi. Mais Manucci arrive seul à destination, le 20 juin 1656: en chemin, Lord Bellomont est mort  subitement. Sans protecteur, Manucci obtient une entrevue avec le prince Dara Shikoh, fils aîné de l'empeur Shah Jahan, qui lui propose de rejoindre l'armée : Manucci s'engage alors comme canonnier.
Vers la fin de l’année 1656, la guerre de succession éclate entre les deux fils du Grand Mogol, Dara et Aurangzeb. Le 29 mai 1658, Dara est blessé lors de la bataille de Samugarh et s'enfuit à Lahore, mais il est rapidement capturé et condamné à mort. Manucci se retrouve donc une nouvelle fois sans protection : Awrangzeb refuse d'amnistier les Européens qui ont servi dans l'armée, à moins qu'ils s'enrôlent à ses côtés. Manucci partit alors pour le Cachemire, avec la caravane impériale.
La caravane s'arrête à Agra, où Manucci trouve de vieux amis d’Europe, puis décide de partir au Bengale. Arrivé à Ougli (future Calcutta), il intercède auprès du gouverneur en faveur de la construction d'une église pour les jésuites du lieu. Ravis par les compétences diplomatiques de Manucci, les Jésuites lui offrent un emploi comme porte-parole du Mogol, en plus d'un mariage avantageux. Manucci refuse l'offre et décide de s’engager vers les régions centrales de l'empire et se met à pratiquer la médecine.
Parti par Ougli, il s'arrête à Patna où il rencontre des amis anglais et néerlandais, puis se rend à Allahabad et finit par s'installer à Agra. En 1663, il fait sa première intervention chirurgicale, en travaillant avec l'aide d'un chirurgien hollandais, le gouverneur de la ville. Pendant ce temps là une nouvelle guerre éclate : Awrangzeb maintient le projet d'unifier l'ensemble de l'Inde, mais son plan se heurte à la résistance du Marathe Shivaji, chef des hindous. Manucci est ensuite enrôlé comme artilleur dans l'armée impériale, où il donne des preuves de ses compétences en tant que diplomate en convainquant les alliés de Shivaji de coopérer avec l'empereur. Après quelques aventures, Manucci s'arrête à Delhi, sous la protection du jeune fils de Jai Singh II, Kirat Singh. À la mort de ce dernier, il s'installe à Lahore, où il se consacre à la profession médicale. Il amasse une fortune considérable et décide de se lancer dans le  commerce, mais ce projet débouche sur un échec. Malade et sans le sou, il retourne alors à la cour moghole.

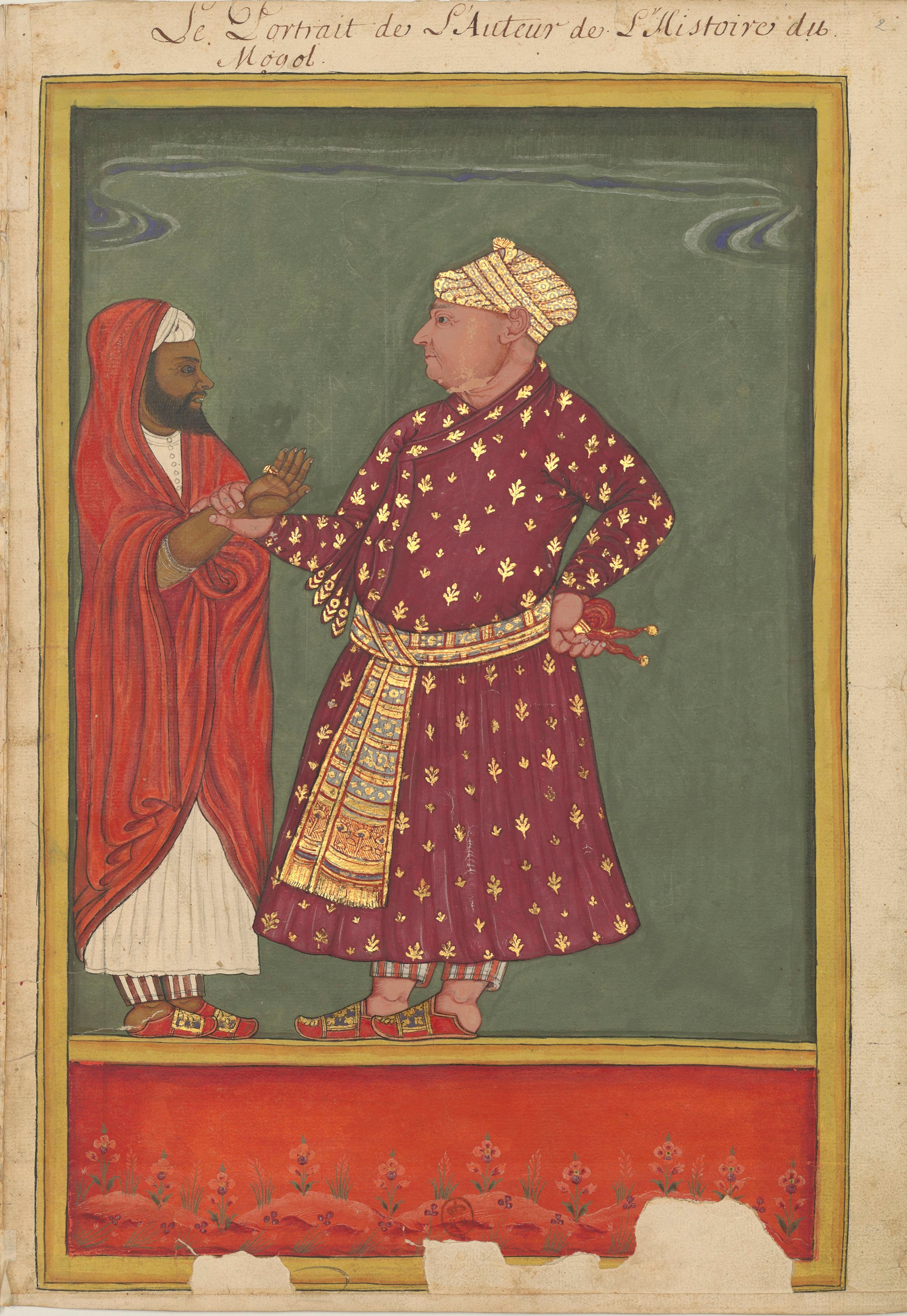
Manucci (à droite) prenant le pouls d'un patient. Peinture vers 1700.

En 1667 il retourne à Delhi, avec la mission de guérir l'une des épouses du prince Alam Shah, le second fils d'Alamgir (Aurangzeb), et il est nommé médecin en titre de la cour. La vie auprès du prince le fatigue beaucoup et en 1683 il part pour Surate. Il passe alors par l'enclave portugaise de Goa, et devient l’hôte de son ami François Martin, directeur de la Compagnie anglaise des Indes orientales. Goa est alors menacée par l'armée de Sambhaji, fils de Sivaji. Manucci va à nouveau prouver son habileté diplomatique en sauvant Goa le 29 janvier 1684. Il reçoit alors l'honneur d’être décoré chevalier de l’Ordre de Santiago.
Manucci décida de ne jamais retourner en Europe. En 1686 il se marie à Elizabeth Hartley, veuve Clarke, fille du militaire anglais Christopher Hartley, gouverneur du Machilipatnam et d'Aguida Pereira, une dame portugaise, puis il se consacre à la médecine et à la rédaction de ses mémoires, la Storia do Mogor. À la mort de sa femme en 1706, il s'installe à Pondichéry sur la côte est du Deccan. Il mourut en 1717 à Monte Grande, près de la ville actuelle de Chennai.
Sur les conseils de François Martin, il compose en 1698 la Storia do Mogor, ses mémoires, source documentaire de première importance sur l'Inde de son temps, bien que riche en fables et influencée par les sentiments personnels de l'auteur.

## Analyse de l'œuvre
Blaise Cendrars voyait plus ou moins dans son carnet de voyage le plus grand livre d’aventures vécues de toutes les littératures.

#### Éditions et traductions
- (it) Piero Falchetta (A cura di ) (Introduzione: Miniature indiane con scene, in prevalenza, di corte (XVII sec.) - Nota all'iconografia di M. Bussagli), Storia del Mogol di Niccolo Manuzzi veneziano, vol. I 216 p. et 59 ill.; vol. II 213 p. et 79 ill., Milano, Franco Maria Ricci, 1986 (ISBN 978-8-821-60035-7)(it) Piero Falchetta, « Per una lettura letteraria della storia Del Mogol: Il viaggio da Venezzia a Delhi di Nicolò Manuzzi (1653-1656) », Studi Veneziani, no XXX,‎ 2019, p. 15-131 (ISSN 0392-0437) :« Contient une étude, p. 15-37 et du texte original du premier des cinq livres de Storia do Mogor qui permet de se faire une bonne idée de la langue de Manucci et du mélange de l'italien, du français et du portugais. »

- Un Vénitien chez les Moghols  (Texte français de Françoise de Valence et Robert Sctrick; précédé d'une  « Note de l'éditeur » (p. 9-20)), Paris, Phébus, coll. « Libretto  », 2002 (1re éd. 1995) (ISBN 978-2-859-40806-0)

#### Études
- Blaise Cendrars, Bourlinguer, Paris, Folio, 1974 (1re éd. 1948), 501 p. (ISBN 978-8-851-15699-2), p. 15-26
- (it) Gianni Dubbini Venier (ill. Angelica Kaufmann (photos)), L'Avventuriero. Sulle tracce di Nicolò Manucci da Venezia allo stretto di Hormuz, Vicenza, Neri Pozza, 2022, 240 p. (ISBN 978-8-854-52616-7)
- (it) Piero Falchetta, « Autobiografia e autobiografismo indiretto nella Storia del Mogol di Nicolò Manuzzi », Annali d'Italianistica , , Vol. 4 (1986), pp., vol. 4,‎ 1986, p. 130-139 (lire en ligne)
- (it) Marco Moneta, Un veneziano alla corte Moghul. Vita e avventure di Nicolò Manucci nell’India del Seicento, UTET, 2018, 314 p. (ISBN 978-8-851-15699-2, présentation en ligne)

- Sanjay Subrahmanyam (trad. de l'anglais par Miriam Dennehy), Comment être un étranger. Goa, Ispahan, Venise (XVIe - XVIIIe siècle), Paris, Seuil, coll. « Points Histoire », 2018 (1re éd. 2011 [2013 pour la trad. franç.]), 302 p. (ISBN 978-2-757-84892-0), p. 193-244 et passim
- (en) Sanjay SubrahmanyamView, « Further thoughts on an enigma: The tortuous life of Nicolò Manucci, 1638–c. 1720 », The Indian Economic & Social History Review, vol. 45, no 1,‎ 2008, p. 35–76 (DOI 10.1177/001946460704500102) [compte-rendu de l'article (page consultée le 28 janvier 2023)]